# Brüder unter fremder Sonne
Brüder unter fremder Sonne ist ein utopischer Roman des US-Amerikaners Chad Oliver, der 1960 auf amerikanisch unter dem Titel Unearthly Neighbours bei Ballantine Books und auf Deutsch 1964 in der Übersetzung durch Werner Kortwich im Wilhelm-Heyne-Verlag erschien.

## Handlung
Im Jahre 1991 liegen der UNO einzelne Film- und Tonaufnahmen von einem Volk auf dem neunten Planeten des Sirius vor, das sich auf dem Entwicklungsstand der Schwingkletterer befindet und eine voll ausgebildete Sprache spricht. Der erste Kontakt mit intelligenten Wesen von außerhalb der Erde scheint möglich zu werden, und Mark Heidelman, der unentbehrliche Gehilfe des UNO-Generalsekretärs, fordert den Anthropologieprofessor Monte Stewart auf, ein Team von Wissenschaftlern zusammenzustellen, um mit den Leuten von Sirius 9 friedliche Beziehungen anzuknüpfen. Mit Stewart reisen schließlich dessen Frau Louise, der Sprachforscher Charlie Jenike und dessen Frau Helen, der Experte für Affen und Menschenaffen Ralph Gottschalk, der Psychologe Tom Stein und dessen Frau Janice sowie der Archäologe Don King. Der Admiral Bill York steuert mit seinen Leuten das Raumschiff Ghandi (von der Besatzung Sohn des Sirius genannt); Ace Reid fungiert als der Pilot einer kleinen Erkundungskugel, mit der er sich vielfach dicht über den Forschern hält, während diese zu Fuß auf dem fremden Planeten herumgehen.
Bis zur Ankunft auf Sirius 9 gelingt es nicht, die Sprache von dessen Bewohnern zu durchschauen. Stewart und Jenike beschenken den scheuen und schweigsamen Alten Volmay mit einem Messer und Lebensmitteln. Die Erdmenschen schnüffeln in einem Baum herum, in dem einer von den Eingeborenen bestattet worden ist. Ihre unirdischen Brüder, die keine Waffen und fast überhaupt keine Werkzeuge verwenden, scheinen irgendwie darauf hinzuwirken zu vermögen, dass die Bäume in ihrem Wachstum bewohnbare Hohlräume aussparen, und bezeichnen ihren Planeten und die ganze Welt mit dem Wort Walonka.
Während Stewart, Jenike und Stein in einem Dorf freudetrunken in einen engen und auch sprachlichen Kontakt mit Frauen, Kindern und Alten der Merdosi gelangen, überfallen deren kampfesfähige Männer mit ihren wolfsähnlichen tierischen Begleitern den anderen Teil des Teams. Stewarts Entschluss, das Lager bewusst für die Fremden einsehbar aufzuschlagen, kostet Gottschalk, Louise und Helen das Leben. Stewart tötet am selben Abend in einem Aufbrausen ungesteuerten Hasses mit Jenike einen Mann der Merdosi.
In einem verzweifelten zweiten Versuch setzen die beiden Mörder sich, geschützt durch ihre Raumanzüge, auf der alten Lagerstätte weiteren Überfällen durch die Merdosini, die Kampf- und Jagdtiere der Merdosi, aus. Als in der bedrückenden Schwere der heißen Welt um sie ein mittäglicher Sturzregen niederprasselt, gehen sie tätlich aufeinander los. Nach einer lebensmüden Flucht über einen reißenden Schlammstrom lassen sie sich in einer Höhle nieder, bei der der alte Volmay ihnen auf eigene Faust in friedlicher Absicht einen Besuch abstattet. Jenike verliert ganz den Verstand und ertränkt sich, aber Stewart stellt sich einer läuternden Inaugenscheinnahme durch die Merdosi, die diese durch dasjenige Mittel vornehmen, das sie im Gegensatz zu den Menschen von der Erde und zu deren staunenerregendem Ausbau der Werkzeuge und der Maschinen zu einem entscheidenden Teil ihres Alltags geformt haben: die Telepathie.
Als vier Jahre später ein riesenhaftes Raumschiff von der Erde auf Sirius 9 anlangt, stellen Soldaten sich schützend vor Bob Cotten, der inzwischen Stewarts Nachfolger als Chef-Anthropologe für die Beziehungen zu den Eingeborenen geworden ist, und eine Kommission für außerirdische Beziehungen mit Vertretern aus den Vereinigten Staaten von Amerika, Russland, England, China und Indien. Während die Repräsentanten sich in fast alltäglicher Weise begegnen, überkommt Stewart das Empfinden, dass er seine Aufgabe letztlich doch noch bewältigt habe und glücklich nach Hause zurückkehren könne.

## Rolle innerhalb von Olivers Œuvre
Brüder unter fremder Sonne gilt zusammen mit Die Affenstation als einer von Olivers zwei besten Romanen. Ähnlich wie der Roman Die neue Menschheit von 1985 steht das Werk stilistisch besonders nahe bei Olivers Kurzgeschichten. Wie vielfach bei diesen (v. a. in Rite of Passage, Between the Thunder and the Sun), so macht es auch hier den großen Hintergrund aus, dass die Menschen zum ersten Mal auf deren eigenem Planeten einer außerirdischen Rasse begegnen. Richard Bleiler heißt namentlich gut, in welcher Weise Oliver in Brüder unter fremder Sonne die einzelnen kleineren und größeren Schwierigkeiten und Erfolge zeigt, die sich bei dem Versuch ergeben, mit den Fremden den Kontakt herzustellen.